# 遺伝子組換え血液凝固第IX因子
遺伝子組換え血液凝固第IX因子（いでんしくみかえけつえきぎょうこだいきゅういんし）は、ヒト血液凝固第IX因子を生物工学を利用して合成した製剤であり、ヒト献血由来製剤に常に存在するウイルス汚染の危険性が極めて低い事を特徴とする。静脈内に注射する。
共通の効能・効果
血液凝固第IX因子欠乏（血友病B）患者における出血傾向の抑制
共通の副作用
重大な副作用として、ショック、アナフィラキシー、血栓塞栓症が知られている。

## ノナコグ アルファ
ノナコグ アルファ（Nonacog alfa）は、ヒト血漿由来血液凝固第IX因子のAla148対立遺伝子のアミノ酸配列と同一の、415個のアミノ酸から構成される分子量約55kDaの一本鎖糖蛋白質である:1。アミノ酸部分の分子式はC2053H3114N558O665S25であり、Asn157、Asn167のアミノ基と、Ser53、Ser61、Thr159、Thr169、Thr172の水酸基に糖鎖が結合している:4-5。全体の分子量は約55,000である:5。日本では2009年10月に承認された。
製造
ヒト血液凝固第Ⅸ因子のAla148対立遺伝子をコードするcDNAとPACEプロテアーゼcDNAの2種の発現プラスミドを組み込んだCHO細胞で産生される。
薬物動態
日本人における単回投与の血中半減期は20.2±6.8時間である。

## アルブトレペノナコグ アルファ
アルブトレペノナコグ アルファ（Albutrepenonacog alfa）は、ヒト血液凝固第IX因子（1～415番アミノ酸）およびヒトアルブミン（434～1,018番アミノ酸）の遺伝子組換え融合糖蛋白質である:5。全長1,018アミノ酸残基からなる約 125kDaの一本鎖糖蛋白質で、アミノ酸部分の分子式はC5077H7846N1367O1588PS67であり、全体の分子量は約125,000である:5。日本では2016年9月に承認された。
製造
遺伝子組換え血液凝固第IX因子と遺伝子組換えアルブミンをヒト第IX因子配列由来のリンカーにより結合させた融合蛋白質であり、全長1,018アミノ酸残基からなる約125kDaの一本鎖糖蛋白質として、CHO細胞から製造される:4。
薬物動態
単回投与時の血中半減期の平均は104.2時間である。

## エフトレノナコグ アルファ
エフトレノナコグ アルファ（Eftrenonacog alfa）は、遺伝子組換えFc-ヒト血液凝固第IX因子融合糖蛋白質であり、642個のアミノ酸残基からなるA鎖、ならびに227個のアミノ酸残基からなるB鎖で構成される。A鎖の1～415番目は第IX因子に相当し、A鎖の416～642番目のアミノ酸及びB鎖はヒトIgG1のFcドメインに相当する。アミノ酸部分の分子式はC4330H6648N1164O1331S41であり、全体の分子量は約109,000である。2018年7月に承認された。 
製造
リンカーのない遺伝子組換えFc-血液凝固第IX因子融合糖蛋白質として、ヒト胎児由来腎細胞株により産生される。
薬物動態
日本人における単回投与の血中半減期の平均値は79.37時間である。

## ノナコグ ベータ ペゴル
ノナコグ ベータ ペゴル（Nonacog beta pegol）は、遺伝子組換えヒト血液凝固第 IX 因子類縁体であり、Asn157またはAsn167に付加している糖鎖の平均一つの非還元末端に2本のポリエチレングリコール鎖（合計の平均分子量：約 42,000）がアミノ基に結合したノイラミン酸が結合している。活性化されるとPEG部位が切り離され、第IXa因子となる。アミノ酸部分の分子式はC2041H3114N558O641S25であり、全体の分子量は約98,000である。2018年7月に承認された。
製造
CHO細胞から製造される:1。
薬物動態
単回投与の血中半減期の平均値は約76時間である。

## ノナコグ ガンマ
ノナコグ ガンマ（Nonacog gamma）は、ノナコグ アルファと同等の構造、力価、機能を有するペプチドであり、ヒトや動物由来蛋白質を全く添加しない製法で作成されている。アミノ酸部分の分子式はC2053H3114N558O665S25であり、全体の分子量は約54,000である:3。2014年12月に承認された。
製造
ヒト血液凝固第Ⅸ因子をコードするCHO細胞で産生される:3。
薬物動態
日本人における単回投与の血中半減期の平均は27.9時間である。

## 参考資料
1. 1 2 3  “ベネフィクス静注用500／ベネフィクス静注用1000／ベネフィクス静注用2000／ベネフィクス静注用3000 インタビューフォーム”. www.info.pmda.go.jp. 2021年12月12日閲覧。
2. ↑  日経メディカル. “ベネフィクス：安全性の高い血友病Bの治療薬”. 日経メディカル. 2021年12月12日閲覧。
3. ↑  “国立医薬品食品衛生研究所 生物薬品部 ノナコグ アルファ（遺伝子組換え）”. www.nihs.go.jp. 2021年12月12日閲覧。
4. ↑  “ベネフィクス静注用500／ベネフィクス静注用1000／ベネフィクス静注用2000／ベネフィクス静注用3000 添付文書”. www.info.pmda.go.jp. 2021年12月12日閲覧。
5. 1 2 3  “イデルビオン静注用250／イデルビオン静注用500／イデルビオン静注用1000／イデルビオン静注用2000／イデルビオン静注用3500 インタビューフォーム”. www.info.pmda.go.jp. 2021年12月12日閲覧。
6. ↑  “「イデルビオン®」製造販売承認取得のお知らせ”. www.cslbehring.co.jp. 2021年12月12日閲覧。
7. ↑  “イデルビオン静注用250／イデルビオン静注用500／イデルビオン静注用1000／イデルビオン静注用2000／イデルビオン静注用3500”. www.info.pmda.go.jp. 2021年12月12日閲覧。
8. ↑  “KEGG DRUG: エフトレノナコグアルファ”. www.genome.jp. 2021年12月12日閲覧。
9. 1 2  “オルプロリクス静注用250／オルプロリクス静注用500／オルプロリクス静注用1000／オルプロリクス静注用2000／オルプロリクス静注用3000／オルプロリクス静注用4000 添付文書”. www.info.pmda.go.jp. 2021年12月12日閲覧。
10. 1 2  “オルプロリクス静注用250／オルプロリクス静注用500／オルプロリクス静注用1000／オルプロリクス静注用2000／オルプロリクス静注用3000／オルプロリクス静注用4000 インタビューフォーム”. www.info.pmda.go.jp. 2021年12月12日閲覧。
11. ↑  “ノボノルディスクファーマ、レフィキシアが半減期延長型の血友病B治療薬として国内での製造販売承認を取得”. 日本経済新聞 (2018年7月2日). 2021年12月12日閲覧。
12. ↑  “レフィキシア静注用500／レフィキシア静注用1000／レフィキシア静注用2000 添付文書”. www.info.pmda.go.jp. 2021年12月12日閲覧。
13. ↑  “レフィキシア静注用500／レフィキシア静注用1000／レフィキシア静注用2000 添付文書”. www.info.pmda.go.jp. 2021年12月12日閲覧。
14. 1 2  “リクスビス静注用1000／ リクスビス静注用2000／ リクスビス静注用3000 インタビューフォーム”. www.info.pmda.go.jp. 2021年12月12日閲覧。
15. ↑  “バクスアルタ、遺伝子組換え血液凝固第IX因子製剤「リクスビス」を新発売 | バクスアルタ株式会社”. Digital PR Platform. 2021年12月12日閲覧。
16. ↑  “リクスビス静注用１０００／ リクスビス静注用２０００／ リクスビス静注用３０００”. www.info.pmda.go.jp. 2021年12月12日閲覧。